# Королевство Вигера
Королевство Вигера (исп. Reino de Viguera) — небольшое феодальное владение с центром в наваррском городе Вигера, образованное в 970 году и прекратившее своё существование в 1005 году.

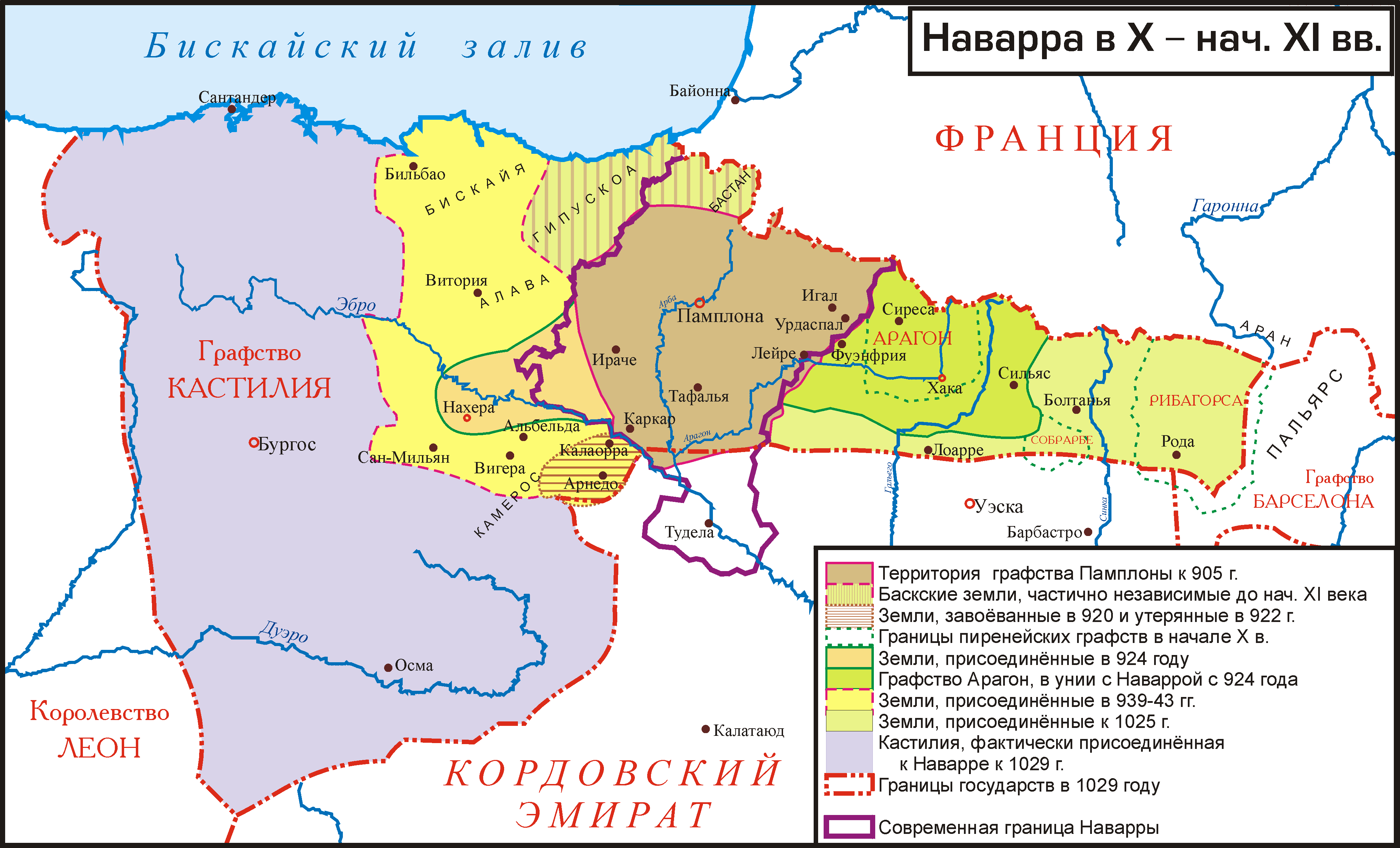
Наварра в X—XI вв.

## Создание
Королевство было образовано по завещанию короля Наварры Гарсии I Санчеса для его второго сына Рамиро Гарсеса в регионе, известном сегодня под именем Риоха.

## Статус
Историки не пришли к единому мнению, было ли королевство полностью самостоятельным или представляло собою владение, зависимое от правителей Наварры, но владелец которого в то время мог носить титул короля.

## История
В 918 году король Леона Ордоньо II и король Наварры Санчо I Гарсес захватили Вигеру в войне против Бану Каси. К 923 году наваррцы укрепили город и полностью подчинили округу. С 924 по 972 год районом управлял Фортун Галиндес, носивший титулы префекта и герцога.
Король Гарсия I Санчес под влиянием своей второй жены Терезы Леонской завещал Вигеру своему второму сыну Рамиро. Его старший сын Санчо II Абарка получил Наварру и признал самостоятельность брата. После смерти Рамиро в 991 году корона перешла к его сыну Санчо Рамиресу. Около 1002 года владения перешли к брату Санчо, Гарсия Рамиресу. Гарсия не имел мужского потомства и исчез с исторической сцены в период между 1005 и 1030 годом, после чего Вигера снова стала частью Наварры.
Впервые название Риоха появляется в источниках в 1099 году.